# Niní Marshall
Niní Marshall (Buenos Aires, 1 de junho de 1903 - 18 de março de 1996) foi o pseudónimo de Marina Esther Traveso, uma
actriz, roteirista e comediante argentina.
Iniciou a sua carreira como redactora na revista Sintonia na década de 1930 sob o pseudónimo de Mitzy. Começou como cancionista numa série de programas radiofónicos até que seus dotes para a comédia a levaram a participar como actriz e formar um duo cómico com Juan Carlos Thorry. Sua popularidade aumentou e Manuel Romero incorporou-a como actriz protagonista e roteirista no filme Mulheres que trabalham (1938). Entre 1939 e 1940, encabeçou uma trilogia dirigida por Romero que incluiu os filmes Divórcio em Montevideo, Casamento em Buenos Aires e Lua de mel em Rio.
Sua observação minuciosa da sociedade levou-a a criar duas personagens emblemáticas, Catita e Cándida, duas arquétipos da imigração europeia do século XX, com as quais interveio em grande parte de seus filmes. A começos dos anos de 1940, encabeçou as primeiras superproduções da história do cinema argentino, Carmen (1943), Madame Sans Gene (1945) —pela qual obteve o prémio de melhor actriz cómica da ACCA— e Mosquita morrida (1946), todas dirigidas por Luis César Amadori. Depois do golpe de Estado de 1943, Marshall exilou-se no México depois de as autoridades considerarem a linguagem utilizada por suas personagens como «uma deformação do idioma».
A situação voltou-se a reiterar em 1950 quando, num confuso episódio, Marshall deixou de receber ofertas de trabalho durante o governo de Juan Domingo Perón.
Seu regresso ao cinema depois da queda do peronismo teve lugar em Catita é uma dama (1956), que não teve o mesmo sucesso que seus filmes anteriores. Suas seguintes actuações foram em comédias de baixo orçamento que lhe ofereceram um reconhecimento limitado e tiveram uma má recepção. Em mudança, suas apresentações televisivas nos anos de 1960 no ciclo de Nicolás Mancera, Sábados circulares, geraram repercussão no público. Em 1973, foi convocada por Lino Patalano para desenvolver um espectáculo de café-concert, E... foi-se-nos de repente, que atingiu mais de 1500 apresentações e lhe permitiu levar a cena todas as suas personagens. Ao longo de sua carreira teatral, por sua vez, destacou-se em Coqueluche, Buenos Aires de seda e percal e A senhora Barba Azul. Seu sucesso como humorista lhe valeu os títulos de «a dama do humor» e «a Chaplin com saias».
Marshall retirou-se do cinema em 1980 após filmar Que linda é minha família! junto com Luis Sandrini, ainda que em 1985 publicou suas memórias e continuou trabalhando esporadicamente em televisão até 1988. Os últimos anos de sua vida estiveram marcados pelas homenagens, entre as quais destacam ter sido declarada «Cidadã ilustre da Cidade de Buenos Aires» em 1989 e merecedora do prémio Podestá a la Trajectória em 1992. No momento de sua morte em 1996, Marshall era considerada uma das figuras do espectáculo mais importantes e reconhecidas da Argentina. Na actualidade, um teatro em Tigre e uma rua de Porto Madero levam seu nome a modo de reconhecimento.